# Benjamin Kigen
Benjamin Kigen (5 de junho de 1993) é um atleta queniano, medalhista olímpico.
Nos Jogos Olímpicos de Verão de 2020, conquistou a medalha de bronze na prova de 3000 metros com obstáculos masculino com o tempo de 8:11.45. Além disso, ele ganhou a medalha de ouro nos Jogos Africanos de 2019.